# Fudbalski klub Struga Trim-Lum
Il Fudbalski klub Struga Trim-Lum (in macedone Фудбалски клуб Струга Трим - Лум?), meglio noto come Struga, è una società calcistica macedone con sede a Struga. Milita nella Prva liga, la massima divisione del campionato macedone di calcio.

## Storia
Fondata nell'agosto 2015 dall'impresa edile Trim & Lum, in pochi anni ha conosciuto una rapida ascesa, partendo dalla quarta serie e arrivano a ottenere dapprima la prima qualificazione europea, grazie al terzo posto in massima serie nel 2020-2021 (con accesso al primo turno preliminare della Europa Conference League), e poi a vincere il campionato nel 2022-2023. Ha giocato una finale di Coppa di Macedonia (nel 2022-2023).

## Statistiche e record

### Statistiche nelle competizioni UEFA
Tabella aggiornata alla stagione 2024-2025.
| Competizione           | Partecipazioni | G  | V | N | P | RF | RS |
| ---------------------- | -------------- | -- | - | - | - | -- | -- |
| UEFA Champions League  | 2              | 4  | 0 | 1 | 3 | 4  | 8  |
| UEFA Conference League | 3              | 10 | 4 | 1 | 5 | 14 | 17 |

## Palmarès

### Competizioni nazionali
- Campionato macedone: 2

2022-2023, 2023-2024
- Treta makedonska fudbalska liga: 1

2016-2017

### Altri piazzamenti
- Campionato macedone:

Terzo posto: 2020-2021
- Coppa di Macedonia:

Finalista: 2022-2023, 2024-2025
Semifinalista: 2019-2020, 2021-2022

## Organico

### Rosa 2022-2023
Aggiornata al 31 gennaio 2023.
| N. |                               | Ruolo | Calciatore              |
| -- | ----------------------------- | ----- | ----------------------- |
| 1  | Macedonia del Nord (bandiera) | P     | Arian Iseni             |
| 2  | Macedonia del Nord (bandiera) | D     | Kire Ristevski          |
| 3  | Macedonia del Nord (bandiera) | C     | Stefan Spirovski        |
| 4  | Macedonia del Nord (bandiera) | C     | Filip Stojcevski        |
| 6  | Macedonia del Nord (bandiera) | D     | Medzit Neziri           |
| 8  | Macedonia del Nord (bandiera) | C     | Flamur Tairi (capitano) |
| 9  | Macedonia del Nord (bandiera) | A     | Besart Ibraimi          |
| 10 | Macedonia del Nord (bandiera) | C     | Besmir Bojku            |
| 11 | Macedonia del Nord (bandiera) | C     | Bunjamin Shabani        |
| 12 | Macedonia del Nord (bandiera) | P     | Hadis Velii             |

| N. |                               | Ruolo | Calciatore        |
| -- | ----------------------------- | ----- | ----------------- |
| 14 | Macedonia del Nord (bandiera) | A     | Marjan Radeski    |
| 15 | Macedonia del Nord (bandiera) | A     | Fatjon Jusufi     |
| 16 | Macedonia del Nord (bandiera) | D     | Besart Krivanjeva |
| 17 | Slovenia (bandiera)           | C     | Marko Gajic       |
| 21 | Macedonia del Nord (bandiera) | D     | Arlind Aliti      |
| 24 | Macedonia del Nord (bandiera) | D     | Edis Maliki       |
| 26 | Macedonia del Nord (bandiera) | A     | Suhejlj Muharem   |
| 29 | Colombia (bandiera)           | A     | Jhon Mena         |
| 41 | Macedonia del Nord (bandiera) | P     | Vulnet Islami     |